# Circuit d'alimentation

Schéma moteur-fusée à ergols liquides et flux intégré

Le circuit d'alimentation, dans le domaine de l'astronautique, est l'ensemble des tuyauteries, vannes et dispositifs de sécurité assurant l'alimentation d'un moteur.
Les termes correspondants en anglais sont feed system et fuel system.

## Référence
Droit français : arrêté du 20 février 1995 relatif à la terminologie des sciences et techniques spatiales.